# Oedosmylus nebulosus
Oedosmylus nebulosus is een insect uit de familie watergaasvliegen (Osmylidae), die tot de orde netvleugeligen (Neuroptera) behoort. 
Oedosmylus nebulosus is voor het eerst wetenschappelijk beschreven door New in 1990. De soort komt voor in het oosten van Australië.